# اینقدر... (ترانه امینم)
«اینقدر...» (به انگلیسی: ...So Far) ترانه‌ای از خواننده هیپ هاپ آمریکایی، امینم، برگرفته از هشتمین آلبوم استودیویی وی مارشال مدرز ال‌پی ۲ در سال ۲۰۱۳ است. این ترانه در مورد مراقبه امینم در مورد مشکلات شهرت و تمایل به اشتباه رفتن اوضاع در بدترین لحظه ممکن است. این ترانه توسط تهیه کننده اجرایی ریک روبین ساخته شده است.